# Talanga nubilosa
Talanga nubilosa là một loài bướm đêm trong họ Crambidae.